# Finnische Leichtathletik-Meisterschaften 1917
Die Finnischen Leichtathletik-Meisterschaften 1917, auch Kaleva-Spiele 1917 genannt (finnisch Kalevan kisat 1917), fanden am 18. und 19. August 1917 im Stadion Pyynikin kenttä in Tampere statt. Die Meisterschaft im Zehnkampf fand am 7. und 8. Juli in Helsinki statt. Am 8. Juli wurde dort auch die Meisterschaft im 25.000-Meter-Lauf ausgetragen.
Daneben fanden 1917 weitere Meisterschaften in leichtathletischen Disziplinen statt:
- 18. März: Finnische Standsprung-Meisterschaften in Helsinki
- 20. Mai: Finnische Querfeldeinlauf-Meisterschaften in Viipuri[1]
- 7. und 8. Juli: Finnische Staffellauf-Meisterschaften und Leichtathletik-Meisterschaften der Frauen in Helsinki

## Leichtathletik-Meisterschaften der Herren

### Ergebnisse
| Disziplin                   | Gold              | Gold        | Silber            | Silber      | Bronze               | Bronze      |
| --------------------------- | ----------------- | ----------- | ----------------- | ----------- | -------------------- | ----------- |
| 100 m                       | Axel Kuffschinoff | 11,3 s      | Niilo Nurminen    | 11,5 s      | Waldemar Wickholm    | 11,7 s      |
| 200 m                       | Waldemar Wickholm | 23,3 s      | Erkki Kättö       | 23,5 s      | Axel Kuffschinoff    | 23,5 s      |
| 400 m                       | Waldemar Wickholm | 51,4 s      | Axel Kuffschinoff | 51,5 s      | Erkki Kättö          | 52,7 s      |
| 800 m                       | Pauli Männistö    | 2:02,2 min  | Nestori Järvelä   | 2:02,8 min  | Matti Torro          | 2:03,9 min  |
| 1500 m                      | Nestori Järvelä   | 4:13,5 min  | Gösta Malmqvist   | 4:15,2 min  | Erik Schönberg       | 4:17,0 min  |
| 5000 m                      | Sameli Tala       | 15:24,8 min | Eino Rastas       | 15:40,6 min | Albin Stenroos       | 15:53,9 min |
| 10.000 m                    | Eino Rastas       | 33:08,1 min | Albin Stenroos    | 33:15,0 min | Jaakko Loukasmäki    | 33:32,4 min |
| 25.000 m                    | Lauri Halonen     | 1:27:33,6 h | Urho Tallgren     | 1:31:07,8 h | Gabriel Ruotsalainen | 1:35:48,7 h |
| 110 m Hürden                | Waldemar Wickholm | 16,5 s      | Erkki Kättö       | 17,1 s      | Atte Vuori           | 17,7 s      |
| 400 m Hürden                | Waldemar Wickholm | 59,1 s      | Erkki Kättö       | 60,9 s      | Erik Wilén           | 61,0 s      |
| Hochsprung                  | Oiva Linturi      | 1,76 m      | Arvo Järvinen     | 1,71 m      | Onni Kovero          | 1,71 m      |
| Stabhochsprung              | Jussi Ruoho       | 3,40 m      | Jalo Kilpinen     | 3,40 m      | Arvi Vanonen         | 3,20 m      |
| Weitsprung                  | Hugo Lahtinen     | 6,68 m      | Börje Lindström   | 6,55 m      | Juho Halme           | 6,54 m      |
| Dreisprung                  | Ossian Nylund     | 13,77 m     | Arttur Varjonen   | 13,67 m     | Vilho Tuulos         | 13,61 m     |
| Kugelstoßen                 | Elmer Niklander   | 14,02 m     | Juho Laiho        | 13,81 m     | Kalle Hongisto       | 12,71 m     |
| Kugelstoßen kombiniert (1)  | Elmer Niklander   | 25,28 m     | Juho Laiho        | 24,38 m     | Anders Eriksson      | 23,74 m     |
| Diskuswerfen                | Elmer Niklander   | 41,34 m     | Juho Laiho        | 39,70 m     | Harry Alftan         | 39,33 m     |
| Diskuswerfen kombiniert (1) | Elmer Niklander   | 82,60 m     | Harry Alftan      | 72,94 m     | Juho Laiho           | 69,34 m     |
| Hammerwerfen                | Elmer Niklander   | 41,75 m     | Juho Laiho        | 40,73 m     | Johan Pettersson     | 39,96 m     |
| Speerwerfen                 | Jonni Myyrä       | 59,48 m     | Lauri Kesäjärvi   | 58,87 m     | Juho Halme           | 57,84 m     |
| Speerwerfen kombiniert (1)  | Yrjö Ekqvist      | 102,92 m    | Hugo Lahtinen     | 101,86 m    | Lauri Kesäjärvi      | 95,64 m     |
| Gewichtwerfen               | Johan Pettersson  | 9,10 m      | Elmer Niklander   | 8,94 m      | Erik Eriksson        | 8,35 m      |
| Fünfkampf                   | Hugo Lahtinen     | 11          | Eero Lehtonen     | 17          | Paavi Saarijärvi     | 19          |
| Zehnkampf                   | Juho Laiho        | 6851,215    | Anders Eriksson   | 6761,400    | Einari Alho          | 6537,775    |

### Mannschaftswertung
|    | Mannschaft            | Punkte |
| -- | --------------------- | ------ |
| 1. | Helsingin Kisa-Veikot | 66     |
| 2. | Helsingfors IFK       | 59,5   |
| 3. | Turun Urheiluliitto   | 20,5   |

## Leichtathletik-Meisterschaft der Damen
| Disziplin | Gold          | Gold   | Silber         | Silber | Bronze      | Bronze |
| --------- | ------------- | ------ | -------------- | ------ | ----------- | ------ |
| 100 m     | Olga Virtanen | 13,6 s | Helmi Virtanen | 13,8 s | Martta Dahl | 14,4 s |

## Standsprung-Meisterschaften
| Disziplin        | Gold            | Gold   | Silber          | Silber | Bronze           | Bronze  |
| ---------------- | --------------- | ------ | --------------- | ------ | ---------------- | ------- |
| Hochsprung/Stand | Pekka Johansson | 1,48 m | Yrjö Lehtonen   | 1,45 m | Paavo Saarijärvi | 1,43 m  |
| Weitsprung/Stand | Yrjö Lehtonen   | 3,11 m | Pekka Johansson | 3,10 m | L. Hakala        | 3,08 m  |
| Dreisprung/Stand | Pekka Johansson | 9,51 m | L. Hakala       | 9,26 m | Artturi Niemi    | 9,145 m |

## Querfeldeinlauf-Meisterschaften
| Disziplin | Gold           | Gold      | Silber | Bronze |
| --------- | -------------- | --------- | ------ | ------ |
| Einzel    | Albin Stenroos | 31:21 min |        |        |